# Lasthenia californica
Espèce
Classification phylogénétique
Lasthenia californica est une espèce de plantes à fleurs du genre Lasthenia et de la famille des astéracées.
Elle est trouvée en Californie et en Oregon.